# Пенкур (Квебек)
Пенкур (фр. Pincourt) је град у Канади у покрајини Квебек. Према резултатима пописа 2011. у граду је живело 14.305 становника.

## Становништво
Према резултатима пописа становништва из 2011. у граду је живело 14.305 становника, што је за 27,8% више у односу на попис из 2006. када је регистровано 11.197 житеља.
| 2006.  | 2011.  |
| ------ | ------ |
| 11.197 | 14.305 |